# Мено Кох
Мено Кох е нидерландски футболист, централен защитник.

## Състезателна кариера

### ЦСКА
На 25 февруари 2021 подписва с ЦСКА. Дебютира за отбора на 27 февруари 2021 г., при загубата с 0 – 1 от Лудогорец в Разград. Носител на купата на България за сезон 2020/21.

## Успехи
ЦСКА София
- Купа на България (1): 2021